# Bighorn
Bighorn (ang. Bighorn River) – rzeka w północno-zachodniej części USA o długości 742 km. 
Rzeka ma źródła w Górach Skalistych, a uchodzi do rzeki Yellowstone. Przepływa przez stany Wyoming i Montana.
W swym górnym biegu Bighorn znana jest jaki Wind River i czasami jest wymieniana jako Wind/Bighorn<. Wind River staje się rzeką Bighorn na północ od kanionu Wind River w pobliżu miejscowości Thermopolis. Począwszy od tego miejsca rzeka płynie przez tzw. Bighorn Basin w środkowo-północnym Wyoming, mija Thermopolis i Park stanowy Hot Springs. 
Na granicy z Montaną rzeka skręca na północny wschód i opływa północne stoki pasma Bighorn na terytorium rezerwatu Indian z plemienia Wron, gdzie zapora Yellowtail tworzy zbiornik o nazwie Bighorn Lake. 
Bighorn łączy się z Little Bighorn River w pobliżu miejscowości Hardin, a do rzeki Yellowstone wpada około 90 km dalej. 
Główne dopływy rzeki: 
- Pop Agie,
- Little Wind,
- Little Bighorn,
- Shoshone.

Rzeka Bighorn jest wykorzystywana do produkcji energii elektrycznej oraz nawadniania pól uprawnych.